# Залізна планета

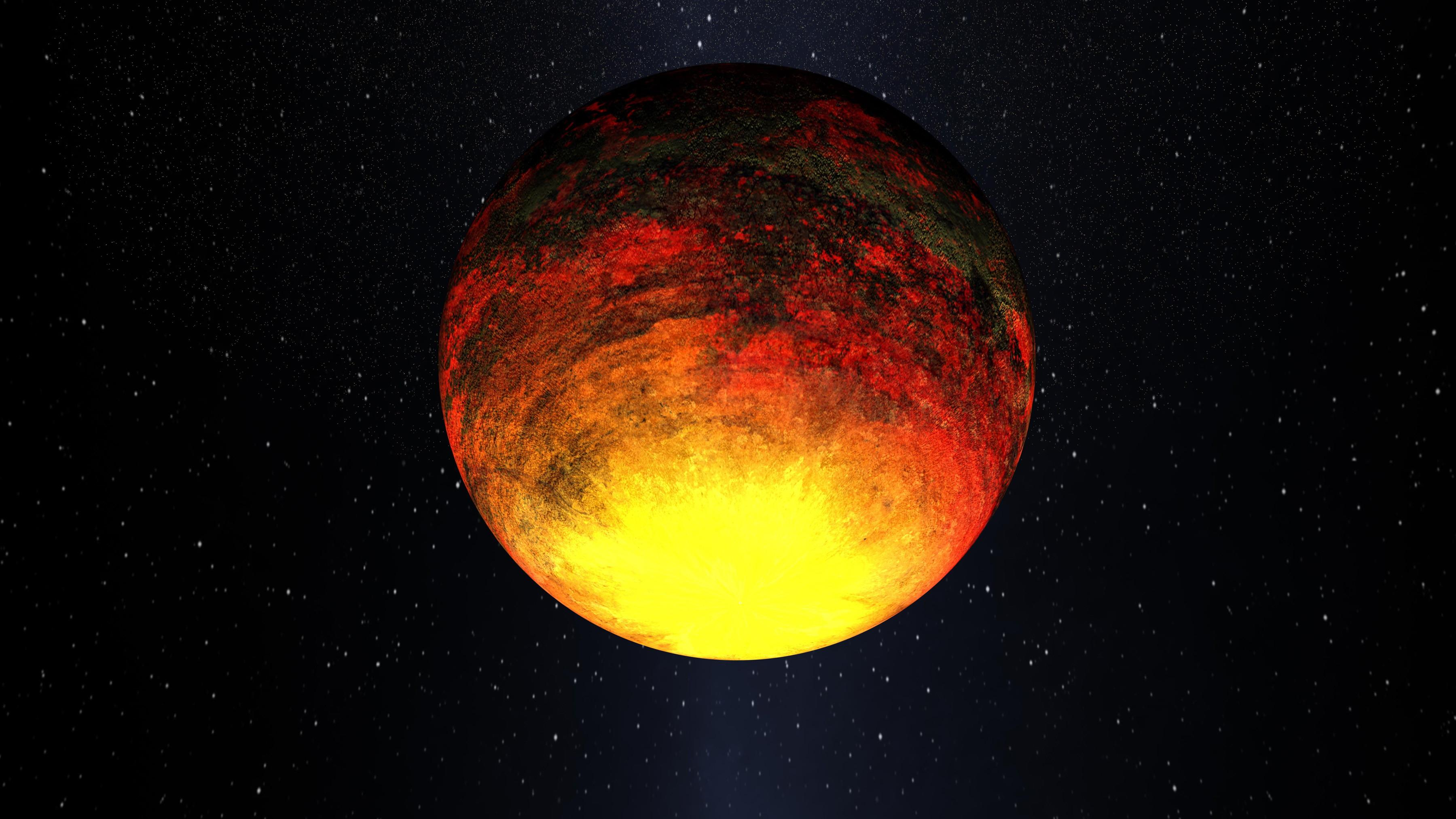
Планета Кеплер-10b очима художника. Має вищу середню густину ніж залізо.

Залізна планета — теоретичний різновид екзопланет земного типу, які складаються передусім з насиченого залізом ядра з наступним тонким шаром мантії, або без мантії. Найбільшим астрономічним тілом цього типу в Сонячній системі є Меркурій, але можливо існують більші екзопланети.

## Походження

Очікувані розміри планет типу Надземля, в залежності від їх маси і хімічного складу. Приклади таких планет: Планета-океан; Залізна планета, Вуглецева планета.

Залізні планети можуть бути залишками звичайних метало- силікатних планет земного типу, які в результаті грандіозних зіткнень втратили мантію. Поточні моделі формування планет передбачають, що залізні планети можуть формуватися на ближніх орбітах або в околицях масивних зірок, чий протопланетний диск складається, мабуть, з матеріалу багатого залізом.

## Особливості
Залізні планети менше за розміром і мають більшу густину, ніж інші типи планет порівнянної маси. У таких планет можливо немає тектоніки плит, а також істотного сильного магнітного поля, оскільки вони швидко охолоджуються після формування.

## Виявлені планети цього класу
- Планета Кеплер-10b відкрита 10 січня 2011 року, можливо належить до цього класу. Діаметр відкритої планети більше Землі в 1,4 раза, а маса — в 4,5 раза. Виходячи з цього, середня щільність планети 8,8 г/см³, що більше щільності заліза (7,874 г/см³)